# Ginta Uemoto
Ginta Uemoto (japanisch 上本 銀太 Uemoto Ginta; * 29. September 2003 in der Präfektur Okayama) ist ein japanischer Fußballspieler.

## Karriere
Ginta Uemoto steht seit dem 1. Februar 2023 beim Renofa Yamaguchi FC unter Vertrag. Der Verein aus Yamaguchi, einer Stadt in der gleichnamigen Präfektur, spielte in der zweiten japanischen Liga. In seiner ersten Saison kam er nicht zum Einsatz. Sein Zweitligadebüt gab Ginta Uemoto am 18. Juni 2023 (21. Spieltag) im Heimspiel gegen Vegalta Sendai. Bei dem 2:0-Heimsieg wurde er in der 88. Minute für Toshiya Tanaka eingewechselt.